# Batalha de Batibo
A Batalha de Batibo ocorreu em 3 de março de 2018, quando separatistas da Ambazônia atacaram tropas camaronesas na Rodovia Bamenda-Batibo, Subdivisão de Batibo. Na época, teria sido o confronto mais mortífero entre as forças camaronesas e ambazonianas então.

## Batalha
Embora as circunstâncias da batalha permaneçam obscuras, relatos afirmam que as forças separatistas emboscaram soldados camaroneses que estavam comemorando a recente recaptura da maioria das aldeias na subdivisão de Batibo. Embora o número de baixas de ambos os lados permaneça incerto, informações que circulam nas mídias sociais afirmam que 70 soldados camaroneses e "centenas" de separatistas morreram na batalha.
Esses números de baixas eclipsam em muito os números oficiais da época. Dois meses após a batalha, Camarões admitiu ter perdido pelo menos 44 soldados e policiais desde o início do conflito armado, dos quais pelo menos 22 morreram entre fevereiro e maio.

## Consequências
O prefeito de Batibo, Frederick Tanjoh, afirmou que embora as baixas sejam altas - pessoas no terreno afirmaram ter visto um caminhão militar transportando um carregamento de cadáveres - nenhuma informação foi divulgada pelas autoridades.
Após a batalha, prisões em massa ocorreram em vilarejos em toda a subdivisão de Batibo. As aldeias de Gurissen e Kwana em Upper Bafang, Tinto foram incendiadas por perpetradores desconhecidos, enquanto as aldeias de Korgwe, Effa, Koroko, Ambo e Angie foram completamente abandonadas. No total, mais de 4.000 pessoas fugiram de suas casas após a batalha, incluindo Fons que abandonaram seus palácios.